# اس‌اس کوتوپاکسی
اس‌اس کوتوپاکسی (به انگلیسی: SS Cotopaxi) یک کشتی آمریکایی بود که در ۱ دسامبر ۱۹۲۵ گرفتار مثلث برمودا شد و ناپدید شد.